# Adriana Cuéllar Ávila
Adriana Cuéllar Ávila es una bacterióloga colombiana reconocida por su investigación enfocada en los mecanismos de regulación de la respuesta inmune en la enfermedad de Chagas. Por su labor investigativa ha recibido varios premios y reconocimientos, otorgados por prestigiosas instituciones como la Fundación Santa Fe de Bogotá y la Pontificia Universidad Javeriana.

## Biografía

### Formación
Cuéllar obtuvo un título en Bacteriología en la Universidad de Los Andes en la ciudad de Bogotá en 1992. En 1997 cursó una Maestría en Microbiología en la Pontificia Universidad Javeriana y en 2008 un Doctorado en Ciencias Biológicas en la misma institución.

### Carrera
A mediados de la década de 1990, Cuéllar se vinculó profesionalmente con la Pontificia Universidad Javeriana, donde ha realizado actividades de docencia, coordinación y dirección. En 2014 fue nombrada directora del Departamento de Microbiología de la universidad. Su labor investigativa en la institución se ha enfocado en los mecanismos de regulación de la respuesta inmune de la enfermedad de Chagas, enfermedad causada por el protista Trypanosoma cruzi, agente etiológico de la enfermedad. En Latinoamérica, este padecimiento afecta a cerca de ocho millones de personas. Por su labor investigativa, Cuéllar recibió un premio a la excelencia en investigación otorgado por la Fundación Santa Fe de Bogotá en 2006 y una mención de honor entregada por la Universidad Javeriana en 2014, entre otros reconocimientos. Además ha publicado o colaborado en una gran cantidad de artículos en revistas especializadas de Colombia, España, Estados Unidos, Francia y Australia.

## Premios y reconocimientos
- 2004 - Premio al mejor trabajo de investigación, Primer Congreso Colombiano de Aplicaciones en Citometría de Flujo
- 2005 - Premio a la mejor investigación en el área de Periodoncia, Asociación Colombiana de Facultades de Odontología
- 2006 - Premio a la excelencia en investigación, Fundación Santafe de Bogotá
- 2014 - Mención de honor, Pontificia Universidad Javeriana

## Publicaciones destacadas
- 2008 - Calcitonin gene-related peptide receptor expression in alternatively activated monocytes/macrophages during irreversible pulpitis (Estados Unidos)
- 2010 - Specific pattern of flea antigen recognition by IgG subclass and IgE during the progression of papular urticaria caused by flea bite (España)
- 2012 - Comparación de la síntesis de IL-1b por monocitos y linfocitos B estimulados con lipopolisacárido en pacientes con enfermedad periodontal (Colombia)
- 2014 - Mammalian cellular culture models of Trypanosoma cruzi infection: a review of the published literature (Francia)
- 2008 - Monocyte-derived dendritic cells from chagasicpatients vs healthy donors secrete differential levelsof IL-10 and IL-12 when stimulated with a proteinfragment of Trypanosoma cruzi heat-shock protein-70 (Australia)
- 2001 - Determinación de valores de linfocitos T CD3+, CD3+/CD4+ y CD3+/CD8+ por citometría de flujo en donantes de sangre, adultos de Bogotá (Colombia)